# Bezhotovostní platební styk
Bezhotovostní platební styk je moderní a v současnosti stále využívanější forma platebního styku. Jsou to platby, které probíhají prostřednictvím převodů peněžních prostředků bez fyzické potřeby peněz, nejčastěji elektronické transakce mezi klienty bank na jejich bankovních účtech. Bezhotovostní platby jsou hlavním zdrojem informací o chování klientů.
V případě, že se platby v rámci bezhotovostního platebního styku uskutečňují v rámci jedné banky, pak se jedná o vnitrobankovní platební styk. Pokud tyto platby probíhají mezi různými bankami, pak se jedná o mezibankovní platební styk. 
Bezhotovostní platební styk je možné také dělit na nedokumentární a dokumentární platební styk.

## Nedokumentární platební styk
O nedokumentárním platebním styku můžeme mluvit v případě, kdy bance předáváme při platebním styku samotné platební instrumenty.

### Příkaz k úhradě
Příkaz k úhradě obsahuje pokyn klienta, aby jeho banka provedla na vrub jeho účtu platbu, kterou obdrží třetí osoba, tedy příjemce platby. Příkaz se využívá jako jedna ze základních forem placení, většinou za zboží a služby. Mezi povinné náležitosti příkazu k úhradě patří označení, že jde o příkaz k úhradě, dále pak bankovní spojení plátce a příjemce, částka v české měně a podpis. 
Bezhotovostně lze platit také platební kartou nebo hodinkami.
V ČR byla na začátku roku 2024 zaveden systém online plateb pro obchodníky pod názvem Cvak.

### Příkaz k inkasu
Příkaz k inkasu obsahuje příkaz příjemce platby, aby jeho banka zprostředkovala převod peněz na vrub účtu plátce a ve prospěch účtu výstavce příkazu. Stejně jako u příkazu k úhradě předkládá klient bance tento příkaz buďto ve formě formuláře nebo pomocí internetového bankovnictví.
Náležitosti, které musí obsahovat příkaz k inkasu, jsou stejné jako u příkazu k úhradě. Nejznámější a nerozšířenější inkasní platbou bývá tzv. SIPO.

### Hromadný příkaz k úhradě/inkasu
Hromadný příkaz k úhradě nebo k inkasu se od jednotlivých příkazů liší tím, že je možné mít na jednom formuláři více než jednu položku, pomocí níž se provede úhrada nebo inkasní platba. 

### Trvalý příkaz k úhradě/inkasu
Trvalý příkaz k úhradě nebo k inkasu je vhodný při provádění opakujících se plateb pro nebo od stejného subjektu a také pro pravidelné převody ve stejné výši. 

### Šeky
Šek je cenný papír, kterým dává majitel účtu příkaz bance, aby zaplatila osobě uvedené na šeku určenou částku.
Náležitosti šeků dělíme na podstatné a nepodstatné. V případě, že chybí některá z podstatných náležitostí, nelze listinu považovat za šek. Pokud však chybí některá z nepodstatných záležitostí, je sice šek platný, ale hrozí, že bude ohrožena jeho kvalita.

## Dokumentární platební styk
O dokumentární platební styk se jedná v případě, kdy bance při provádění platebního styku předáváme podle předem stanovených pravidel také další průvodní dokumenty.

### Dokumentární inkaso
Dokumentární inkaso je dokumentární bezzávazkový platební instrument, který z hlediska banky představuje zprostředkovatelskou činnost, jež je prováděna pouze na základě žádostí klientů. Prodávající nějakého zboží zašle bance svého odběratele dispoziční dokumenty, které banka odběrateli předá až ve chvíli, kdy tento uhradí požadovanou částku. Dokumentární inkaso tedy představuje závazek odběratele.

### Dokumentární akreditiv
Dokumentární akreditiv je na rozdíl od dokumentárního inkasa závazek banky odběratele. Banka se zavazuje, že poskytne třetí osobě peněžní prostředky, které slouží jako úhrada za dodané zboží nebo služby, ale pouze v tom případě, že dojde ke splnění veškerých předem stanovených podmínek. 

### Směnky
K nejznámějším instrumentům dokumentárního platebního styku patří směnky. Směnky jsou cenným papírem, který musí mít předepsanou formu a náležitosti. Nejznámější dělení směnek je podle slibu nebo příkazu zaplatit, a to na směnky cizí a směnky vlastní.

## Špatně zadaná platba
Zejména při zadávání příkazu k úhradě skrze internetové bankovnictví se může stát, že klient vyplní příkaz chybně. Může jednoduše napsat chybné předčíslí účtu, číslo účtu, kód banky nebo variabilní symbol. Taková situace však ještě nemusí znamenat ztrátu zaslaných financí. 
Nejmenší problém nastane v případě chybně vyplněného variabilního symbolu. Tehdy se platba dostane tam, kam má, ale příjemce zpravidla nedokáže určit, k čemu platba patří. Klient to však může napravit kontaktováním příjemce. 
Složitější případ nastává, když klient chybuje v ostatních údajích. Čísla bankovních účtů účty však nejsou náhodnou změtí čísel, ale jsou generovány podle velmi složitého algoritmu. Při zadání špatného čísla účtu, tj. i předčíslí či kódu banky, je proto jednoduše možné, že účet nebude existovat a peníze se vrátí zpět. Takových plateb jsou denně například u Komerční banky stovky.
Problém ale nemusí nastat ani tehdy, když klient odešle peníze na špatný, ale existující účet. Řešení závisí na času od odeslání: 
- Pokud je zadaná transakce splatná až následující den, transakci lze stornovat přímo v internetovém bankovnictví nebo s pomocí banky.
- Pokud je zadaná transakce splatná již v den zjištění chybného čísla účtu, je třeba požádat o storno banku.
- Pokud je již platba odeslaná na cizí účet, může klient s pomocí své banky kontaktovat příjemce a požádat ho o vrácení peněz. Někdy se však může stát, že příjemce nereaguje, tehdy má banka povinnost poskytnout klientovi základní údaje o příjemci, které umožní tohoto příjemce kontaktovat. Jestliže ani tato možnost nepomůže, zbývá klientovi již jen podat žalobu na vydání bezdůvodné obohacení dle občanského zákoníku.

Služby poskytované v takových případech bankou, jako storno, kontaktování příjemce či poskytnutí základních údajů o příjemci, jsou zpoplatněny dle bankovních ceníků.